# Josh Stein
Joshua Harold Stein (Washington, D. C., 13 de septiembre de 1966) es un abogado y político estadounidense que se desempeña como gobernador de Carolina del Norte desde 2025, anteriormente fue el 51.º fiscal general de Carolina del Norte de 2017 a 2025. Miembro del Partido Demócrata, Stein sirvió anteriormente en el Senado de Carolina del Norte de 2009 a 2016. También es el candidato demócrata en las elecciones para gobernador de Carolina del Norte de 2024.
Nacido en Washington, D. C., Stein se mudó a Carolina del Norte con su familia a una edad temprana. Estudió en el Dartmouth College y obtuvo su título de Juris doctor en Harvard antes de ser elegido para representar al distrito 16 del Senado de Carolina del Norte en 2008. Stein abandonó el Senado estatal tras ganar la nominación demócrata en las elecciones de Fiscal General de Carolina del Norte de 2016 y derrotó al senador estatal republicano Buck Newton, convirtiéndose en la primera persona judía en ganar una elección estatal en Carolina del Norte. Fue reelegido en 2020 después de derrotar al fiscal de distrito republicano del condado de Forsyth, Jim O'Neill. Stein decidió no postularse para un tercer mandato como fiscal general del estado y, en cambio, postularse para gobernador. Después de ganar la nominación demócrata, se enfrentó al vicegobernador republicano Mark Robinson en las elecciones generales y lo derrotó fácilmente, convirtiéndose en gobernador electo.

## Primeros años y educación
Stein nació el 13 de septiembre de 1966 en Washington D. C.. Su familia se mudó a Charlotte, Carolina del Norte, antes de establecerse en Chapel Hill, donde su padre, Adam Stein, cofundó la primera firma de abogados integrada de Carolina del Norte.
Asistió a la escuela secundaria Chapel Hill y jugó en su equipo de fútbol campeón estatal.  Después de graduarse de la escuela secundaria, Stein obtuvo su licenciatura en Historia en el Dartmouth College en 1988. Después de la universidad, enseñó inglés y economía en Zimbabue. Posteriormente Stein obtuvo títulos de la Facultad de Derecho de Harvard y de la Escuela de Gobierno Kennedy.

## Vida personal
Stein está casado con Anna Harris Stein y tiene tres hijos: Sam, Adam y Leah. Los Stein son miembros del Templo Beth Or en Raleigh. Es un ex entrenador de baloncesto de la YMCA y de fútbol del JCC.